# 金珠站
金珠站位于中国吉林省吉林市龙潭区金珠乡，建于1979年，为沈阳铁路局管辖的二等站。经过的铁路有吉舒铁路。

## 车站周边
- 建龙钢铁厂

## 业务办理
不办理客运业务。货运办理专用线，专用铁路和整车货物到发业务。
1. ↑  铁道部电子计算技术中心, 铁道部运输局. . 北京: 中国铁道出版社. 1998: 159. ISBN 9787113030995.
2. ↑  . 长春: 吉林人民出版社. 1994. ISBN 7-206-02096-8. OCLC 36738286 –吉林省地方志编纂委员会.